# Radio Océano
 (août 2018).
Radio Océano est un groupe de punk rock espagnol, originaire de La Corogne, en Galice. Ils sont très actifs dans la scène rock galicienne de l'époque, qu'ils ont aidé à fonder.

## Biographie
Le groupe est formé par les journalistes Xosé Manuel Pereiro et Santiago Romero, ainsi que Pablo Iglesias, en 1981. Pereiro se surnomme, à cette période, Johnny Rotring, parodie du nom du chanteur des Sex Pistols, tandis que Romero se surnomme Rossmero. Bientôt, ils commencent à jouer avec les groupes qui commencent à se faire connaitre dans la scène movida de Galice (Siniestro Total, Os Resentidos). Ils font également partie de la compilation alternative La Naval (1986-1987).
En 1983, ils enregistrent leur première démo deux pistes. Les morceaux du groupe sont inclus dans une compilation cassette de punk rock espagnole intitulée Spaniard punk olé, qui comprend également les célèbres Vulpes, et d’autres groupes peu connus tels que IV Reich, Alma y los Cadáveres (futurs Cocadictos), Slips y Sperma, Familia Real, et Attak. 
En 1984, ils enregistrent à Lisbonne une autre démo contenant la chanson Narcisismo, diffusée à la radio, et incluse dans l'album Donde estan tu en el 77 du label DRO. 
Selon les frères Astudillo (du fanzine madrilène Banana Split et collaborateurs du magazine Ruta 66), « après avoir entendu leurs premières démos, les gens sont venus pour affirmer que Radio Océano était le U2 de Galice. Dès mlonrs, on entendra plus parler que de ça, car à cette époque les Irlandais étaient bien connus et appréciés par un grand nombre de fans. » En réalité, le groupe s'inspirait effectivement des premiers albums de U2 (en particulier les morceaux de guitare), du punk rock et post-punk : « Nous avons tout écouté. Des Ramones au Velvet, de B52 à Neil Young, de la power pop aux romantiques, et bien sûr les Pistols, Exploited, UK Subs. Mais la référence claire c'est les Clash », explique Johnny Rotring.
Ils remportent un concours de nouveaux groupes organisé par Radio Nacional de España, ce qui leur permet d'enregistrer leur seul album studio (Nin falta que fai), en 1985, à Madrid. L'album est publié dans les premiers mois de 1986. Ruta 66 explique à propos de l'album : « Le résultat final est de dix chansons puissantes avec les influences musicales les plus diverses, accompagnées de textes éclaboussés d'humour. Parmi le répertoire présenté, il serait nécessaire de souligner les chansons suivantes comme les plus attrayantes : El Balcón, Aplazamiento et Como o vento. » Il est l'un des albums fondateur du rock galicien, puisqu'il ouvre les fronts du punk et du post-punk, et un objet de collection très convoité,.
Ils se séparent en 1987 et reviennent en 2016. Ils changent de bassiste pour Pablo Bicho. Par ailleurs, le batteur des troisième, quatrième et cinquième formations (1984-1987), Dani Punta, jouait simultanément dans le groupe Viuda Gómez e Hijos avec Jorge Fernández qui était à la guitare. Une anthologie du groupe est annoncée et publiée en mai 2018.

## Membres

### Première formation (1981-1982)
- Renato 414 (Pablo Iglesias) - batterie
- Rossmero (Santiago Romero) - guitare
- Johnny Rotring (Xosé Manuel Pereiro) - chant
- Quique - basse

### Deuxième formation (1982-1984)
- Renato 414 (Pablo Iglesias) - guitare
- Rossmero (Santiago Romero) - basse
- Johnny Rotring (Xosé Manuel Pereiro) - chant
- Sitdown (Sito Evangelista) - batterie

### Troisième formation (1984-1987)
- Renato 414 (Pablo Iglesias) - guitare
- Johnny Rotring (Xosé Manuel Pereiro) - chant
- Pablo Constenla - basse
- Dani Punta - batterie

### Quatrième formation (1987-1988)
- Johnny Rotring (Xosé Manuel Pereiro) - chant
- Dani Punta - batterie
- Jorge Fernández - guitare
- Santi Pazos - basse

### Cinquième formation (depuis 2016)
- Xosé Manuel Pereiro - chant
- Santiago Romero - basse
- Pablo Iglesias - guitare
- Dani Punta - batterie

## Discographie
- 1982 : Démo (enregistrée au Playa Club de La Corogne)
- 1983 : Démo (avec les morceaux Hago cine con mi coche et Pánico en las Falkland)
- 1983 : Spaniard punk olé (morceau, Grabaciones Magnetofónicas Piratas)
- 1984 : Démo avec Narcisismo, Volverá, Quisiera que Stanley...
- 1986 : Nin falta que fai (RNE)
- Cassette Directos[8]